# Fiodor Chalov
Fiodor Nikolaïevitch Tchalov (en russe : Фёдор Николаевич Чалов) est un footballeur international russe né le 10 avril 1998 à Moscou. Il évolue au poste d'avant-centre au PAOK Salonique.
Il est le frère cadet du footballeur Daniil Tchalov (en).

## Biographie

### Carrière en club

#### CSKA Moscou
Né à Moscou dans une famille de supporters du CSKA Moscou, Tchalov intègre dès 2005 l'école locale de football Iouni Dinamovets. Il est rapidement repéré par le CSKA qui le recrute dans son centre de formation dès l'année suivante. Il s'y démarque comme un des joueurs les plus prometteurs, inscrivant plus de cent buts dans les équipes de jeunes du club entre 2006 et 2016. Il prend par la suite part à l'UEFA Youth League lors des éditions 2015-2016 et 2016-2017, participant à un total de onze matchs pour six buts inscrits, incluant un quadruplé contre l'AS Monaco le 18 octobre 2016.
Tchalov fait finalement ses débuts en équipe première lors d'un match de Coupe de Russie face au Ienisseï Krasnoïarsk le 21 septembre 2016. Il dispute son premier match de Ligue des champions deux mois plus tard face au Bayer Leverkusen et inscrit son premier but le 3 décembre face à l'Oural Iekaterinbourg en championnat. Pour sa première saison, il joue en tout dix-huit matchs pour six buts inscrits, tous en championnat, avec notamment un doublé et une passe décisive contre l'Arsenal Toula pour une victoire 3-0 le 12 mai 2017. Il est ainsi nommé meilleur espoir russe par la fédération à l'issue de la saison.
Apparaissant à trente-et-une reprises lors de la saison 2017-2018, Tchalov n'inscrit son premier but que le 9 avril face au Dynamo Moscou avant d’enchaîner trois jours plus tard face à Arsenal en Ligue Europa pour son premier but en compétition européenne. Sa fin de saison est marquée par cinq autres buts en championnat, dont un triplé et deux passes décisives face à l'Arsenal Toula lors de l'avant-dernière journée du championnat, pour une victoire 6-0.
Démarrant la saison 2018-2019 en tant que titulaire, Tchalov inscrit neuf buts en championnat durant la première moitié de la saison, dont un triplé contre l'Oural Iekaterinbourg, lui permettant d'être meilleur buteur à la trêve hivernale[réf. souhaitée]. Il dispute finalement l'intégralité des rencontres de son club en championnat, cumulant un total de quinze buts marqués, concluant notamment sur un doublé contre le Krylia Sovetov Samara lors du dernier match de la saison, ce qui lui permet de terminer meilleur buteur de la compétition et d'en être élu meilleur joueur dans la foulée.

#### Prêt au FC Bâle
Le 1er février 2022, il est prêté sans option d’achat au FC Bâle jusqu’à la fin de la saison.

### Carrière en sélection
Avec les moins de 17 ans, il participe à la Coupe du monde des moins de 17 ans en 2015. Lors du mondial junior organisé au Chili, il inscrit trois buts : contre la Corée du Nord, le Costa Rica, et l'Équateur. Il délivre également une passe décisive face à l'Afrique du Sud. La Russie atteint les huitièmes de finale de ce mondial.
Tchalov est inclus par le sélectionneur Stanislav Tchertchessov dans la liste préliminaire des joueurs pouvant participer avec la Russie à la Coupe du monde 2018. Il n'est cependant pas retenu dans la liste finale.
Rappelé pour les premiers matchs des éliminatoires de l'Euro 2020, il effectue sa première sélection en entrant face à la Belgique le 21 mars 2019.

## Statistiques
| Saison                | Club                  | Championnat           | Championnat | Championnat | Coupe(s) nationale(s) | Coupe(s) nationale(s) | Supercoupe | Supercoupe | Compétition(s) continentale(s) | Compétition(s) continentale(s) | Compétition(s) continentale(s) | Russie | Russie | Total | Total |
| Saison                | Club                  | Division              | M.          | B.          | M.                    | B.                    | M.         | B.         | Comp.                          | M.                             | B.                             | M.     | B.     | M.    | B.    |
| 2016-2017             | CSKA Moscou           | D1                    | 15          | 6           | 1                     | 0                     | -          | -          | C1                             | 2                              | 0                              | -      | -      | 18    | 6     |
| 2017-2018             | CSKA Moscou           | D1                    | 20          | 6           | 1                     | 0                     | -          | -          | C1+C3                          | 7+3                            | 0+1                            | -      | -      | 31    | 7     |
| 2018-2019             | CSKA Moscou           | D1                    | 30          | 15          | -                     | -                     | 1          | 0          | C1                             | 6                              | 2                              | 2      | 0      | 39    | 17    |
| 2019-2020             | CSKA Moscou           | D1                    | 30          | 8           | 3                     | 0                     | -          | -          | C3                             | 6                              | 1                              | -      | -      | 39    | 9     |
| 2020-2021             | CSKA Moscou           | D1                    | 27          | 7           | 3                     | 0                     | -          | -          | C3                             | 6                              | 0                              | 1      | 0      | 37    | 7     |
| 2021-2022             | CSKA Moscou           | D1                    | 16          | 3           | 2                     | 0                     | -          | -          | -                              | -                              | -                              | -      | -      | 18    | 3     |
| 2022-2023             | CSKA Moscou           | D1                    | 30          | 19          | 11                    | 5                     | -          | -          | -                              | -                              | -                              | 1      | 0      | 42    | 24    |
| 2023-2024             | CSKA Moscou           | D1                    | 18          | 8           | 7                     | 3                     | 1          | 0          | -                              | -                              | -                              | 3      | 1      | 29    | 12    |
| Sous-total            | Sous-total            | Sous-total            | 186         | 72          | 28                    | 8                     | 2          | 0          | -                              | 30                             | 4                              | 7      | 1      | 253   | 85    |
| 2021-2022             | FC Bâle (prêt)        | D1                    | 14          | 4           | -                     | -                     | -          | -          | C4                             | 2                              | 0                              | -      | -      | 16    | 4     |
| Total sur la carrière | Total sur la carrière | Total sur la carrière | 200         | 76          | 28                    | 8                     | 2          | 0          | -                              | 32                             | 4                              | 7      | 1      | 269   | 89    |

## Palmarès

### En club
| CSKA Moscou - Supercoupe de Russie - Vainqueur en 2018 - Coupe de Russie - Vainqueur en 2023 |

### Distinctions personnelles
- Meilleur jeune joueur de Russie en 2017[16]
- Meilleur buteur du championnat de Russie en 2019 (15 buts)